# Gone Too Soon
"Gone Too Soon" là một bản ballad được thu âm và trở nên phổ biến bởi ca sĩ người Mỹ Michael Jackson. Bài hát được sáng tác bởi Larry Grossman và Buz Kohan. Dionne Warwick lần đầu biểu diễn ca khúc vào năm 1983 như là lời tri ân đến Janis Joplin và Karen Carpenter. Phiên bản "Gone Too Soon" của Jackson được tạo ra để dành tặng đến người bạn của Jackson Ryan White, một thiếu niên từ Kokomo, Indiana đã gây sự chú ý của cả nước Mỹ, sau khi cậu bị đuổi khỏi trường học do nhiễm HIV/AIDS. Phiên bản này được sản xuất bởi Jackson và đồng sản xuất bởi Bruce Swedien cho album phòng thu thứ 8 của ông, Dangerous (1991). Bài hát đã được phát hành vào ngày 01 tháng 12 năm 1993 như là đĩa đơn thứ chín và cũng là cuối cùng từ Dangerous. Sau khi được phát hành - vào Ngày thế giới phòng chống bệnh AIDS năm 1993 - "Gone Too Soon" đã đạt được thành công tương đối ở một số nước như: Pháp, Đức, Hà Lan, New Zealand, Thụy Sĩ và Anh. Bài hát đã được phát hành làm đĩa đơn ở Mỹ dưới dạng băng VHS, và trở thành một hit ở Zimbabwe, nơi mà nó xếp ở vị trí thứ 3.
"Gone Too Soon" đã được quảng bá với một video âm nhạc được đạo diễn bởi Bill DiCicco, trong đó bao gồm những cảnh Jackson và White với nhau, cũng như những cảnh trong đám tang của cậu sau này. Một màn trình diễn của Jackson tại lễ nhậm chức của tổng thống Mỹ Bill Clinton được xem như là một hình thức quảng bá, cho cả bài hát và các tài trợ liên quan đến AIDS. "Gone Too Soon" sau này đã trở nên phổ biến nhiều hơn, sau cái chết của cả Diana, công nương xứ Wales, và cả chính Jackson.

## Danh sách track
CD single
1. "Gone Too Soon" – 3:22
2. "Human Nature" – 4:06
3. "She's Out of My Life" – 3:38
4. "Thriller" – 5:57

CD promo
1. "Gone Too Soon" – 3:22
2. "Gone Too Soon" (Không lời) – 3:22

## Bảng xếp hạng
| Bảng xếp hạng (1993–94)    | Vị trí cao nhất |
| -------------------------- | --------------- |
| Dutch Singles Chart        | 20              |
| French Singles Chart       | 32              |
| German Singles Chart       | 45              |
| Irish Singles Chart        | 18              |
| New Zealand Singles Chart  | 6               |
| Swiss Singles Chart        | 33              |
| UK Singles Chart           | 33              |
| Zimbabwean Singles Chart   | 3               |
| Bảng xếp hạng (2009)       | Vị trí cao nhất |
| US Billboard Digital Songs | 67              |